# Kepatihan (Banyuwangi)
Kepatihan is een bestuurslaag in het regentschap Banyuwangi van de provincie Oost-Java, Indonesië. Kepatihan telt 4423 inwoners (volkstelling 2010).